# Žalm 89

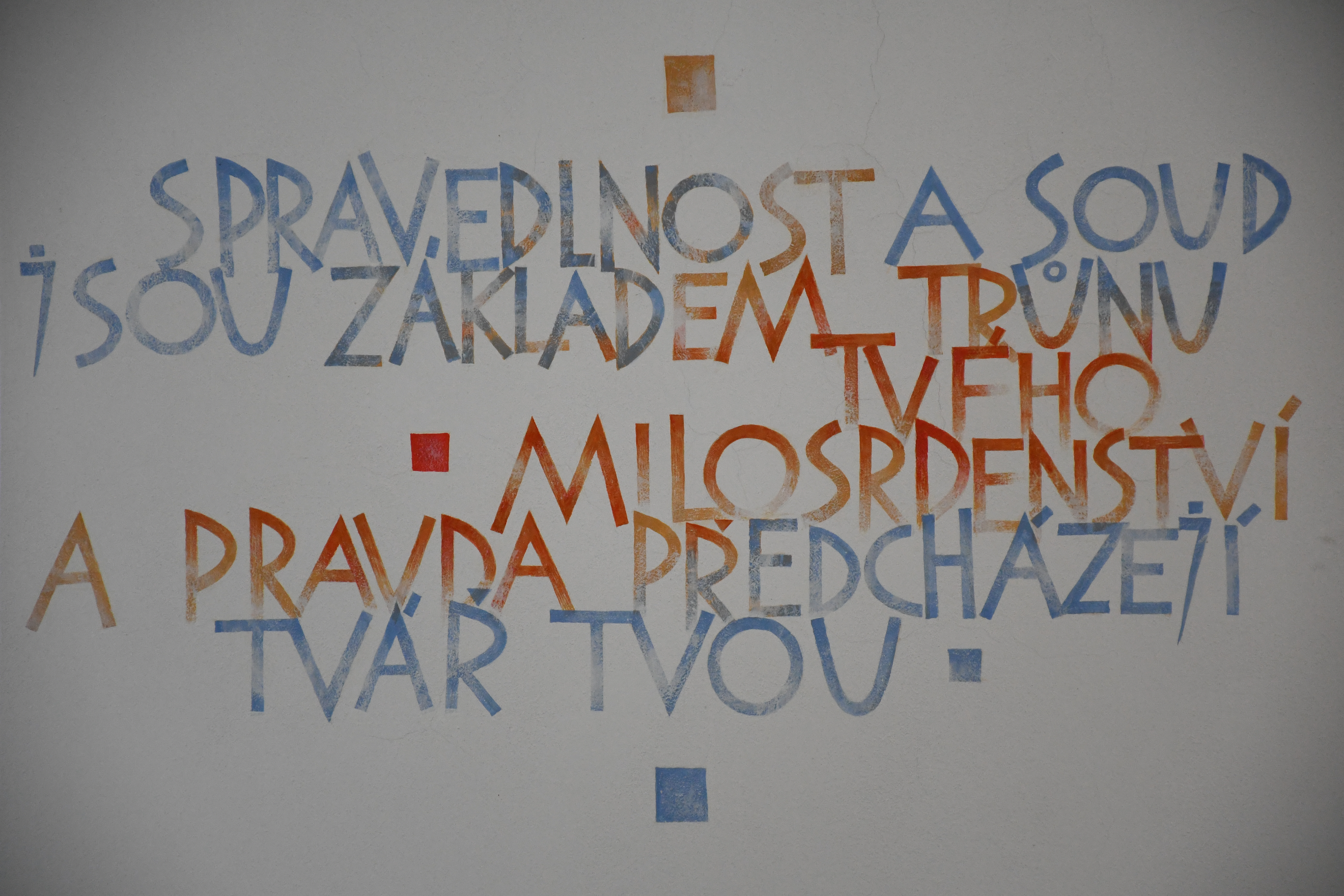
Úryvek z 89. žalmu na zdi evangelické modlitebny v Brně-Husovicích

Žalm 89 („O Hospodinově milosrdenství chci zpívat věčně“, podle řeckého číslování 88) je součást biblické Knihy žalmů. Žalm je nadepsán „Poučující, pro Étana Ezrachejského.“, z čehož se usuzuje, že pochází z doby krále Šalamouna (Étan Ezrachejský je zmiňován jako mudrc, žijící právě v této době). Žalm popisuje Boží moc a milosrdenství, které prokazuje Bůh lidem, na příkladu krále Davida. V závěru ale zdůrazňuje, že Bůh své sliby milosrdenství, dané Davidovi, nedodržel a trestá ho za jeho hříchy. Obrazy z tohoto žalmu (především obraz Boha coby milosrdného pastýře) jsou využívány v Novém zákoně.